# Wesoła (gromada w powiecie pszczyńskim)
Wesoła – dawna gromada, czyli najmniejsza jednostka podziału terytorialnego Polskiej Rzeczypospolitej Ludowej w latach 1954–1972.
Gromady, z gromadzkimi radami narodowymi (GRN) jako organami władzy najniższego stopnia na wsi, funkcjonowały od reformy reorganizującej administrację wiejską przeprowadzonej jesienią 1954 do momentu ich zniesienia z dniem 1 stycznia 1973, tym samym wypierając organizację gminną w latach 1954–1972.
Gromadę Wesoła z siedzibą GRN w Wesołej (obecnie w granicach Mysłowic) utworzono – jako jedną z 8759 gromad na obszarze Polski – w powiecie pszczyńskim w woj. stalinogrodzkim, na mocy uchwały nr 21/54 WRN w Stalinogrodzie z dnia 5 października 1954. W skład jednostki wszedł obszar dotychczasowej gromady Wesoła ze zniesionej gminy Murcki w tymże powiecie.
13 listopada 1954 (z mocą obowiązująca wstecz od 1 października 1954) gromada weszła w skład nowo utworzonego powiatu tyskiego w tymże województwie, gdzie równocześnie została zniesiona w związku z nadaniem jej statusu osiedla, dla którego ustalono 27 członków osiedlowej rady narodowej
18 lipca 1962 osiedle Wesoła otrzymało prawa miejskie a 27 maja 1975 miasto włączono do Mysłowic. 1 stycznia 1973 w powiecie tyskim powstała też gmina Wesoła (składająca się z sołectw Kosztowy i Krasowy), którą 27 maja 1975 włączono również do Mysłowic.